# Gilberto Freyre
Gilberto de Mello Freyre (Recife, 15 de marzo de 1900 - Ibidem, 18 de julio de 1987) fue un sociólogo, antropólogo y escritor brasileño, autor de Casa-grande y senzala, influyente ensayo sobre la formación de la sociedad brasileña.

## Trayectoria
Gilberto Freyre fue hijo de un juez y catedrático de Economía política de la Facultad de Derecho de Recife, Alfredo Freyre. 
Gilberto inició sus estudios en el Colegio Americano Gilreith; su maestro, Mr. Williams, le enseñó a leer y escribir en inglés, que fue decisivo para su futuro. Su padre le enseñó latín, y luego aprendió griego. Realizó estudios superiores en la Universidad de Columbia en los Estados Unidos donde conoció a Franz Boas, su principal referencia intelectual. 
Es uno de los sociólogos más importantes de América y el más destacado de Brasil, donde ha influido en numerosos terrenos de estudio. Su primer y más importante libro es Casa-Grande e Senzala, fue publicado en 1933 y traducido al español, inglés, francés y alemán. Está dividido en cinco capítulos: 1) características de la colonización portuguesa; 2) el indígena en la formación de la familia brasileña; 3) el colonizador portugués; 4 y 5) el esclavo negro en la vida sexual y la familia del brasileño. Las casas-grandes organizaron la vida brasileña colonial, y se contraponían a las senzalas, viviendas muy humildes de los esclavos. Ello le sirve como referencia simbólica para describir las relaciones sociales en un gran trabajo interpretativo.
Muy difundida ha sido también su Interpretación del Brasil, que recoge ensayos sobre las raíces europeas de la historia brasileña, la frontera y las plantaciones de Brasil, la unidad y diversidad regional brasileña, las condiciones étnicas y sociales, la política exterior, la situación étnica y geográfica, la literatura moderna y los problemas sociales.
En 1946, Gilberto Freyre fue elegido por la Unión Democrática Nacional para la Asamblea Constituyente y, en 1964, apoyó al movimiento cívico-militar que derrocaría a João Goulart. 

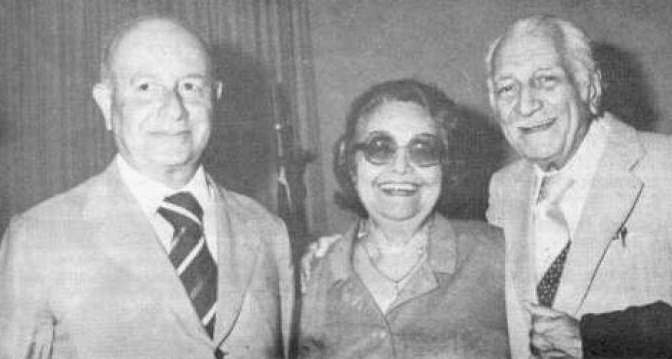
Gilberto Freyre (der), con Adonias Filho (izq) y Rachel de Queiroz.

## Reconocimientos
Sus libros se han vertido, además de a las lenguas citadas, al alemán, italiano o japonés. Admirador del lusófilo Unamuno, al que recuerda en muchas ocasiones, Freyre escribió páginas agudas sobre Cervantes. Gran lector, reunió una notable y numerosa biblioteca.
Ha ganado numerosos premios, en distintos países:
- Brasil: Río de Janeiro, 1934; Academia Paulista de Letras, 1961; Machado de Assis, de la Academia Brasileira de Letras, 1962; Ciencias Sociales, 1964; Estado de Pernambuco, 1972; Cámara Brasileña del Libro, 1973: Asociación de Profesores de Enseñanza Oficial, 1974; Estado de Pernambuco, 1978; Premio Brasília de Literatura, 1979; Recife, 1980; Estado de São Paulo, 1980; Recife, 1985.
- Estados Unidos: Premio Anisfield-Wolf, 1957;Premio del Instituto Aspen, 1967
- Italia: Premio Internacional La Madonnina, 1969
- Reino Unido: Sir, Caballero Comandante del Imperio Británico, 1971
- Venezuela: Andrés Bello, 1978
- México: José Vasconcelos, 1974
- España: Alfonso X El Sabio, 1983
- Portugal: Santiago da Espada, 1983
- Francia: Legión de Honor, 1986

## Obra
- Casa-Grande e Senzala, 1933. Trad.: Casa-grande y senzala, Madrid, Marcial Pons, 2010.
- Guia Prático, Histórico e Sentimental da Cidade do Recife, 1934.
- Sobrados e Mucambos, 1936.
- Nordeste, 1937. Trad.: Nordeste, Madrid, Espasa, 1973.
- Assucar, 1939.
- Olinda, 1939.
- O mundo que o português criou, 1940.
- A história de um engenheiro francês no Brasil, 1941.
- Problemas brasileiros de antropologia, 1943.
- Sociología, 1945.
- Interpretação do Brasil, 1947. Trad.: Interpretación del Brasil, México, FCE, 1963.
- Ingleses no Brasil, 1948.
- Assombrações do Recife velho, 1955.
- Ordem e Progresso, 1957.
- O Recife sim, Recife não, 1960.
- Brasis, Brasil e Brasília, 1968.
- Como e Porque sou e nao sou Sociologo, Brasilia, 1968.
- O brasileiro entre os outros hispanos, 1975.
- Más allá de lo moderno, Madrid, Espasa, 1977.
- Antología, Madrid, Cultura Hispánica, 1977.